# 国鉄10000系貨車
10000系貨車とは、日本国有鉄道の貨車のうち、最高運転速度100km/hに対応し、空気ばね台車（TR203）を装備する高速貨車を指す。
形式の数字が10000で揃えられていたため、この名がある。
以下の車両が存在した。詳しくは各項目を参照。
- ワキ10000形（有蓋車・パレット用）
- レサ10000形（冷蔵車）
- レムフ10000形（レサ10000形の緩急車）
- コキ10000形（28t積コンテナ車）
- コキフ10000形（コキ10000形の緩急車）

このほかにも、計画のみで終わった形式も存在する。
- シム10000形（車運車・新車集約輸送用）